# TOKMA
TOKMA（トクマ、1966年〈昭和41年〉11月11日 - ）は、日本のロック歌手。東京都出身。本名は椙杜 徳馬（すぎのもり とくま）。

## 来歴
1966年、東京都にて出生。港区立白金小学校卒業。1979年、青山学院中等部に入学し、高等部・青山学院大学に進学。大学在学中には、西村喜廣の自主映画で蓮舫と共演のほかバンド活動を開始。1989年同大学経済学部経済学科卒業後に、アメリカ合衆国に渡る。その後帰国し、サラリーマンとして某自動車会社に入社。半年の研修の後に勤務するも退社、音楽活動に専念した。
以来、曲作りを続け、1992年3月に1stシングルCD『Oh!Angelina』をインディーズで発売、これが1996年に日本コロムビアでのメジャー・デビューへと繋がる。1998年にザック・ワイルドとマーティ・フリードマンが参加した2ndシングル「LOVE」はロサンゼルスでレコーディングされた。
2000年2月24日、シングル『555』がCS番組のテーマソングにタイアップされる。
2004年、スズキ『エリオ』のテレビコマーシャルのタイアップも務めた。
2008年1月、少年ジャンプ連載中のアニメ映画『ピューと吹く!ジャガー THE MOVIE』に珍楽器楽団として、バンドメンバーと共に出演をした。
2009年に映画『ボディ・ジャック』の挿入歌『さらば!ボディ・ジャック』とエンディング『SUN CHILD』を担当、また同作品に幽霊役で出演を務める。
2010年12月から2011年3月まで3ヶ月間放送されたSHIBUYA-FMの番組「ロッカーTOKMAのハッピートレイン」でDJを務める。
2017年11月11日 アルバムCD「Solfeggio」をリリース。	 
2018年5月公開の映画『さらば青春、されど青春。』の挿入歌「ザ・ファイター・イン・ニューヨーク」のヴォーカルとなる。10月、映画『宇宙の法—黎明編—』の挿入歌、レイのテーマソング歌唱。

## 政治との関わり
2012年9月18日に、国有化されて間もない尖閣諸島に上陸した（日本人活動家尖閣諸島上陸事件 参照）。
この行為に対し9月28日、沖縄県警察八重山警察署は軽犯罪法違反容疑で那覇地方検察庁石垣支部に書類送検したが、不起訴処分となった。不起訴となったものの、軽犯罪法違反で書類送検されたことに政治的な問題意識を感じ、政治家を志すようになった。
その後、2012年10月に幸福実現党青年局長に就任し、11月7日に東京都知事選挙への立候補表明した。開票の結果落選した。
2013年7月21日、第23回参議院議員通常選挙に幸福実現党の比例代表として出馬したが、落選した。また、2014年12月14日に行われた第47回衆議院議員総選挙にも同様に幸福実現党公認で比例代表東京ブロックより単独2位で出馬したが、落選した。
2016年第24回参議院議員通常選挙に幸福実現党の東京都選挙区の候補として出馬した。開票の結果落選した。その後、TOKMAの応援演説をした見返りに、現金5万円を受け取るなどしたとして警視庁にタレントのテレンス・リーと関係者2人が逮捕され、幸福実現党本部が、公選法違反（買収）容疑で家宅捜索された。

### 政策
- 選択的夫婦別姓制度に「反対」[17]。
- マイナンバー制度反対
- 消費増税反対
- 憲法9条改正賛成
- 核装備は必要という考え

## 家族・親族
- 父方の曾祖父　砂田重政（1955年自民党結党時の鳩山一郎内閣・防衛庁長官、自由民主党総務会長〔2代目〕）
- 父方の祖父　椙杜正太郎（通産省官僚、東京帝大卒、終戦時の内閣事務官）[18]
- 父方の伯母　犬丸純子（元・芝パークホテル社長で実業家犬丸二郎（犬丸徹三の子）の妻）[19]
- 母方の祖父　吉田彦太郎（のちに吉田裕彦。戦前の大手日刊紙やまと新聞　副社長、社長を歴任）[20]

## 作品
- CDシングル『Oh! Angelina』
収録曲： 1. オー!アンジェリーナ、 2. ボディ・トーク、 3. オー!アンジェリーナ(インストゥルメンタル)
レーベル： プロパガンダ/日本コロムビア
規格品番： PRDA-2
インディーズ発売1992年3月、メジャー発売1996年8月21日[21]
EAN 4517145000025、JAN 4517145000025、ASIN B00005EU1V

- CDシングル『LOVE』
収録曲： 1.LOVE、2. 同(インストゥルメンタル)
レーベル：プロパガンダ/ 日本コロムビア
規格品番： PRCA-5
発売日：1997年6月21日[22]
EAN 4517145000056、JAN 4517145000056、ASIN B00005EU1T

- CDシングル『555』2000年2月（自主制作）
- CDアルバム『555』2000年7月:1stアルバム（自主制作）

- CDシングル『PSYCHOPATH』
収録曲： 1. PSYCHOPATH
レーベル： ユニバーサルミュージック
型番：
発売日：2003年3月26日
EAN 4988005328052、JAN 4988005328052、ASIN B00008DYTX

- CDシングル『PSYCHOPATH』
収録曲： 1. PSYCHOPATH(SINGLE VERSION)、 2. CRY TO FLY(SINGLE VERSION)、 3. OWNER OF A LONELY HEART
レーベル： ブロー・ウィンド・レコード
規格品番： BWCA-1006
発売日：2003年7月30日[23]
EAN 4988001468998、JAN 4988001468998、ASIN B00009SEZ0

- CDアルバム『Shake it up! Boy!』
収録曲： 1. Shake it up!Boy!07、 2. GOD BLESS YOU、 3. 555、4. NO MORE DEVIL SIDE、 5. LOVE、 6. FIRE、 7. LOVEソウルジャー、 8. 月の花
レーベル：SPEEDEX,LTD./SPACE SHOWER MUSIC
規格品番： XQBW-1002
発売日：2007年4月4日[24]
EAN 4582260660041、JAN 4582260660041、ASIN B000NDFK18

- CDシングル『SHAKE IT UP! BOY!07』
収録曲： 1. SHAKE IT UP!BOY! 07、 2. ふたり
レーベル： ブロー・ウィンド・レコード
規格品番： BWCA-1129
発売日：2008年2月6日[25]
EAN 4988001968993、JAN 4988001968993、ASIN B0012OWCTU

- CD『映画「ボディ・ジャック」オリジナル・サウンドトラック』
レーベル： ベンテンエンタテインメント（インディーズ・メーカー）
規格品番： PMRC-006
発売日：2008年11月26日
EAN 4580284852077、JAN 4580284852077、ASIN B001H8C87W

- CDシングル『LOVE』
収録曲： 1. LOVE、 2. さらば!ボディ・ジャック、 3. Sun Child
レーベル：ブロー・ウィンド・レコード
規格品番： BWCA-1173
発売日：2009年3月25日[26]
EAN 4988001033707、JAN 4988001033707、ASIN B001NGSKVG

- CDアルバム『I LOVE ZIPANG』
収録曲： 1. LOVE TRAIN、 2. LET IT GO、 3. I LOVE ZIPANG、 4. 777、 5. AAA、 6. 小春の歌、7. 静かなる微笑み、　8. NEXT STAGE、　9. SUN CHILD（ニュー・バージョン）　10. TEACHER TEACHER
レーベル： 555 RECORDS
発売元：555 Records / 株式会社スーパーセッションズ
販売元：VIVID SOUND CORPORATION
発売日： 2010年

- CDアルバム『Get Your Freedom!!』
収録曲： 1. TAX HEAVEN〜増税反対!!〜 、2. SKY - HIGHWAY 、 3. レクイエム〜祖父へ!、4. 格差社会はなくせない! 、5. リトルボーイ (1945)〜原爆≠原発 、 6. 優しい記憶、7. 静かなる微笑み (ROCK VERSION) 、 8. I LOVE ZIPANG〜自分の国は自分で守る。 、 9. Watch Over Me 〜光は不滅
レーベル： 555 RECORDS
型番：A-0001
発売日：2012年10月24日[27]
EAN 4580282022922、JAN 4580282022922、ASIN B0095CQ5VC

- CDシングル『ENDLESS LOVE FOR TOKYO CW/Love Fight』
収録曲： 1. ENDLESS LOVE FOR TOKYO 、 2. Love Fight 、 3. ENDLESS LOVE FOR TOKYO （カラオケ）、 4. Love Fight （カラオケ）
レーベル：幸福実現党 （販売元：幸福の科学出版）
型番： C-332
発売日：2012年12月5日
EAN 4582316050383、JAN 4582316050383、ASIN B00AB23UYU

- CDシングル『ありがとう』
収録曲： 1. ありがとう～ダンスバージョン 、2. Iris Chang～The Rape of Myself、3. ウィグルの涙 、4. Don’t let me down!
レーベル： 555 RECORDS
型番：A-0005
発売日：2015年3月25日[28]
EAN 4560322350536、JAN 4560322350536、ASIN B00RVY1FSY

- ドキュメンタリー映画『尖閣ロック』2013年6月22日公開
制作・企画・撮影・監督・編集：園田映人
キャスト：TOKMA（トクマ）　福沢峰洋（薩摩志士の会代表）
挿入音楽：TOKMA 『Get Your Freedom!!』
製作・配給：SOUL DRAMA PRODUCTION
宣伝・配給協力：ISF
DVD
販売元：株式会社レイシェルスタジオ
型番：RCLS 10001
発売日：2016年
ASIN B0921Q8F18

- CDシングル『Immortal Hero 不死身の英雄』 - 映画『世界から希望が消えたなら。』挿入歌
収録曲：1. Immortal Hero 不死身の英雄、2. Immortal Hero 不死身の英雄(Instrumental)
レーベル：幸福の科学出版
型番： C-476
発売日：2019年7月5日[29]
EAN 4582316051199、JAN 4582316051199、ASIN B07SJGN6YN

- CD『もう愛が見えない』
収録曲：1. もう愛が見えない(ボーカル：TOKMA)、 2. LOST LOVE(ボーカル：Michel James)、3. もう愛が見えない (Instrumental)、4. LOST LOVE (Instrumental)
作詞・作曲：大川隆法
レーベル：幸福の科学出版
型番： C-479
発売日：2019年7月18日
EAN 4582316051250、JAN 4582316051250、ASIN B07T4MV71F

- CD『Solfeggio』
収録曲：1. 変わらない想い 、2. 改札口 、3. True Heart 、4. Love Train、5. Together 、6. Angel’s Wings 、7. 星の砂 、8. Flyaway、9. Let’s go!! 、10. ウィグルの涙 、11. ありがとう
レーベル： 555 RECORDS
品番： A-0002
発売日：2019年12月1日[30]
EAN 4562265495503、JAN 4562265495503、ASIN B0813LNYMB

- CDシングル『ときめきの時』 - ドキュメンタリー映画『奇跡との出会い。-心に寄り添う。3-』挿入歌
収録曲：1. ときめきの時、2. ときめきの時(Instrumental)
レーベル：ARI MUSIC （発刊元：アリ・プロダクション、販売元：幸福の科学出版）
型番： C-492
発売日： 2020年5月18日[31]
EAN 4582316051465、JAN 4582316051465、ASIN B087GDYFH5

- CDシングル『いかに千晶』 - 映画「夜明けを信じて。」イメージソング
収録曲：1. いかに千晶、2. いかに千晶 (Instrumental)
レーベル：ARI MUSIC （発刊元：アリ・プロダクション、販売元：幸福の科学出版）
型番： C-494
発売日：2020年6月3日[32]
EAN 4582316051489、JAN 4582316051489、ASIN B087SDLSVH

- CD『恐怖体験』 - 映画「夢判断、そして恐怖体験へ」挿入歌
カップリングCDシングル『夢判断 / 恐怖体験』収録曲
収録曲：1. 夢判断 (ボーカル：大澤美也子)、2. 恐怖体験 (ボーカル：TOKMA)3. 夢判断 (Instrumental)、4. 恐怖体験 (Instrumental)
レーベル：ARI MUSIC （発刊元：アリ・プロダクション、販売元：幸福の科学出版）
型番： C-521
発売日： 2021年3月23日[33]
EAN 4582316051854、JAN 4582316051854、ASIN B08WZSH91P

- CD『夢人間』 - 『青春詩集　愛のあとさき』楽曲シリーズ
収録曲：1. 夢人間 、2. 夢人間 (Instrumental)
作詞・作曲：大川隆法　編曲：大川咲也加、西脇辰弥
歌：TOKMA
レーベル：幸福の科学出版
型番： C-2006
発売日： 2021年6月13日[34]
EAN 4582316052028、JAN 4582316052028、ASIN B094VXHGJM

- CD『人生』
カップリングCDシングル『人生 / 女の恨み』収録曲
集録曲：1. 人生 (ボーカル：TOKMA)、2. 女の恨み (ボーカル：恍多)、3. 人生(Instrumental) 、4. 女の恨み(Instrumental)
作詞・作曲：大川隆法
編曲：大川咲也加、古賀晃人 (人生)、百景 (女の恨み)
レーベル：幸福の科学出版
型番： C-2014
発売日： 2021年8月5日[35]
EAN 4582316052196、JAN 4582316052196、ASIN B098CHDZD7

## TOKMAとライブサポートメンバー
- TOKMA （ボーカル）

## メディア出演・掲載など
- SHIBUYA-FM - 「ロッカーTOKMAのハッピートレイン」[36]
- YouTube TOKMA尖閣上陸後の記者会見 - 「TOKMA 尖閣上陸」[37]
- ウォール・ストリート・ジャーナル　尖閣特集WEB記事[38]
- 尖閣ロック 舞台挨拶[39]
- シネマトゥデイ[40]
- シネマトゥデイ 鳩山由紀夫元首相の発言を批判　ミュージシャンTOKMA「絶対に許せない」[41]

## 著書
- 『ジョーズに勝った尖閣男 トクマとの政治対談』共著：大川隆法、幸福の科学出版、2012年11月8日、ISBN 978-4-86395-265-2